# Сольо (Швейцария)
Сольо (итал. Soglio, нем. Sils im Bergell, романш. Suogl) — деревня и бывшая коммуна в Швейцарии в долине Брегалья, кантон Граубюнден. Население составляло 167 человек на 2008 год. Официальный код — 3774. 1 января 2010 года вместе с коммунами Викосопрано, Кастазенья, Бондо и Стампа вошла в состав новой коммуны Брегалья.
Входит в состав региона Малоя (до 2015 года входила в округ Малоя).
На выборах в 2007 году наибольшее количество голосов получила Швейцарская народная партия (53,1 %), за Христианско-демократическую народную партию Швейцарии проголосовали 7,2 %, за Социал-демократическую партию Швейцарии — 24,5 %, за Свободную демократическую партию — 15,2 %.

## Географическое положение
До слияния площадь Сольо составляла 67,57 км². 25,3 % площади составляли сельскохозяйственные угодья, 8,6 % — леса, 0,5 % территории было заселено, 65,6 % заняты природными объектами. Сольо находится в северной части долины Брегалья над рекой Мера.

## История
Коммуна впервые упоминается в 1186 году как de Solio. 1 января 2010 года коммуны Викосопрано, Бондо, Кастазенья, Стампа и Сольо объединились в новую коммуну Брегалья.

## Население
На 2000 год население Сольо составляло 172 человека (43,9 % мужчин, 56,1 % женщин). На 2000 год 17,44 % жителей говорило на немецком языке, 80,23 % — на итальянском. 4,7 % населения были в возрасте до 9 лет, 9,9 % — от 10 до 19 лет, 6,4 % — от 20 до 29 лет, 8,1 % — от 30 до 39 лет, 18,6 % — от 40 до 49 лет, 16,3 % — от 50 до 59 лет, старше 60 лет было 36,0 % населения. На 2002 год уровень безработицы составлял 0,2 %.
| 1850 | 1900 | 1950 | 1960 | 1970 | 1980 | 1990 | 2000 | 2008 |
| ---- | ---- | ---- | ---- | ---- | ---- | ---- | ---- | ---- |
| 388  | 349  | 287  | 326  | 219  | 220  | 216  | 172  | 167  |